# Hiri motu
Hiri Motu, også kendt som Police Motu, Pidgin Motu, eller blot Hiri er et officielt sprog på Papua New Guinea.
Det er en forsimplet udgave af motu, der er i et af de austronesiske sprog. Selvom det strengt taget hverken er et pidgin eller kreolsprog, så indeholder det elementer fra begge sprogtyper. Fonologiske og grammatiske forskelle betyder, at hiri motu ikke er indbyrdes forståelig med motu. Sproget er leksikalsk meget lignende, og det har en fælles, dog forsimplet, austronesisk syntaks.
Selv i områder, hvor det tidligere var etableret som et lingua franca, har anvendelse af hiri motu været stærkt nedadgående til fordel for Tok pisin og engelsk i de sidste mange år.